# شموویت
شموویت (به لهستانی: Siemowit) پسر پیاست چرخ‌ساز و اولین فرمان‌روا از دودمان پیاست بود. او پس از آن‌که پدرش مقام فرمان‌روایی را قبول نکرد توسط ویتسه به‌عنوان فرمان‌روای لهستانی‌ها انتخاب شد. او پدر لستک است.